# Kras (Dobrinj)
Kras (olaszul: Crasse) falu Horvátországban Tengermellék-Hegyvidék megyében. Közigazgatásilag Dobrinjhoz tartozik.

## Fekvése
Krk belsejében, községközpontjától 3 km-re délre, a község magasabban fekvő déli részén, a Dobrinjról Krk városába, illetve Malinskára vezető utak kereszteződésében fekszik. Közelében van a sziget ezen részének legmagasabb pontja a 311 méter magas Szent György (Sv. Juraj) hegy.

## Története
A település egy 1230. december 30-án kelt régi glagolita oklevél említi először. Petar Skok névkutató és romanista szerint neve ólatin, talán illír eredetű „carsus“ szóból származik. Ebből fejlődött ki a horvát kras, krš (szikla, karszt) főnév is. Krk szigetét 1480-ig Velence vazallusaiként a Frangepánok igazgatták. 1480-tól közvetlenül Velencei Köztársasághoz tartozott. A napóleoni háborúk egyik következménye a 18. század végén a Velencei Köztársaság megszűnése volt. Napóleon bukása után Krk is osztrák kézre került, majd a 19. század folyamán osztrák uralom alatt állt. 1867-től 1918-ig az Osztrák-Magyar Monarchia része volt. 1857-ben 381, 1910-ben 599 lakosa volt. Az Osztrák–Magyar Monarchia bukását rövid olasz uralom követte, majd a település a Szerb–Horvát–Szlovén Királyság része lett. A második világháború idején előbb olasz, majd német csapatok szállták meg. A háborút követően újra Jugoszlávia, majd az önálló horvát állam része lett. 2011-ben 218 lakosa volt.

## Nevezetességei
- Páduai Szent Antal tiszteletére szentelt plébániatemplomát 1669-ben az azonos nevű társaság építette. A templom egyhajós, homlokzata felett római típusú nyitott harangtoronnyal.
- A Kuševica-hegyen találhatók a település egykori Szent György templomának romjai és az azt övező temető maradványai. Közelében található a sziget legnagyobb kőhalma a „Vela gromača”.

## Lakosság
| Lakosság változása | Lakosság változása | Lakosság változása | Lakosság változása | Lakosság változása | Lakosság változása | Lakosság változása | Lakosság változása | Lakosság változása | Lakosság változása | Lakosság változása | Lakosság változása | Lakosság változása | Lakosság változása | Lakosság változása | Lakosság változása |
| ------------------ | ------------------ | ------------------ | ------------------ | ------------------ | ------------------ | ------------------ | ------------------ | ------------------ | ------------------ | ------------------ | ------------------ | ------------------ | ------------------ | ------------------ | ------------------ |
| 1857               | 1869               | 1880               | 1890               | 1900               | 1910               | 1921               | 1931               | 1948               | 1953               | 1961               | 1971               | 1981               | 1991               | 2001               | 2011               |
| 381                | 419                | 445                | 473                | 559                | 599                | 582                | 534                | 447                | 413                | 355                | 265                | 200                | 189                | 184                | 218                |